# میاندریوازو (بخش)
میاندریوازو (به لاتین: Miandrivazo) یک منطقهٔ مسکونی در ماداگاسکار است که در منابه واقع شده‌است.